# Julian Sands
Julian Richard Morley Sands (Otley, 4 gennaio 1958 – San Gabriel Mountains, 13 gennaio 2023) è stato un attore britannico, noto per aver interpretato film come Urla del silenzio, Camera con vista e Vatel. Tra i suoi ruoli principali sul piccolo schermo, quelli del Fantasma dell'Opera nell'omonimo film horror di Dario Argento, di Vladimir Bierko in 24 e di Jor-El in Smallville.

## Biografia

### Carriera
Sands iniziò la propria carriera cinematografica nel 1984 comparendo in ruoli di secondo piano; ottenne poi la sua prima parte da protagonista in Camera con vista di James Ivory l'anno successivo. Nel 1985, dopo il grande successo di Camera con vista e di Gothic di Ken Russell, decise di trasferirsi a Hollywood per continuare la carriera nel cinema statunitense. Prese quindi parte a numerose pellicole, sia ad alto che a basso budget, come Warlock (1989), Il sole anche di notte (1990), Aracnofobia (1990), Il pasto nudo (1991), Boxing Helena (1993) e Via da Las Vegas (1995).
Interpretò il ruolo del Fantasma nella versione del 1998 de Il fantasma dell'Opera e vestì i panni di Laurence Olivier in uno sceneggiato prodotto dalla BBC. Nell'agosto 2011 portò in scena all'Edinburgh Fringe A Celebration of Harold Pinter, per la regia di John Malkovich. La performance fu ben accolta da pubblico e critica; uno dei teatri dove erano previste le repliche, l'Irish Repertory Theatre, prolungò la rappresentazione per tre ulteriori settimane. Nel 2013 fu candidato al Drama Desk Award nella categoria dei performer solisti.

### Morte
Il 13 gennaio 2023, Sands, appassionato alpinista, fu dichiarato disperso nel corso di una escursione sul Monte Baldy, California, a nord-est di Los Angeles. Le ricerche dell'attore furono ostacolate dalle pessime condizioni climatiche che si erano verificate in concomitanza con la sua scomparsa, e che provocarono valanghe nell’area.
Secondo le indagini successive, il cellulare di Sands inviò i suoi ultimi segnali il 15 gennaio, dopodiché si presume che si fosse scaricato. La sua automobile fu localizzata il 18 gennaio. Il 24 giugno furono ritrovati resti umani in California, in un luogo selvaggio vicino all'area in cui Sands era scomparso, e tre giorni dopo venne reso noto che le ossa in questione erano quelle dell’attore.

## Filmografia

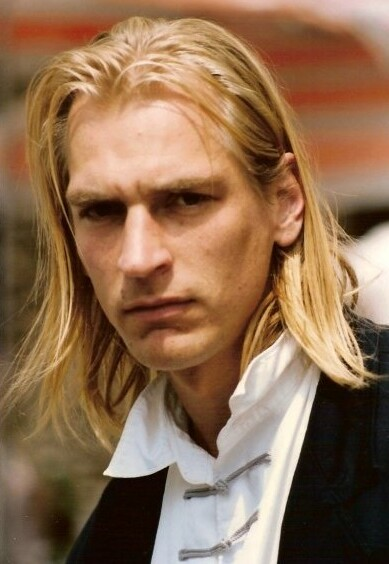
Julian Sands al Festival di Cannes 1990

### Cinema
- Urla del silenzio (The Killing Fields), regia di Roland Joffé (1984)
- Oxford University (Oxford Blues), regia di Robert Boris (1984)
- Camera con vista (A Room with a View), regia di James Ivory (1985)
- Gothic, regia di Ken Russell (1986)
- Siesta, regia di Mary Lambert (1987)
- Il segreto della piramide d'oro (Vibes), regia di Ken Kwapis (1988)
- Warlock, regia di Steve Miner (1989)
- Il sole anche di notte, regia di Paolo e Vittorio Taviani (1990)
- Aracnofobia (Arachnophobia), regia di Frank Marshall (1990)
- Chopin amore mio (Impromptu), regia di James Lapine (1991)
- Cattiva, regia di Carlo Lizzani (1991)
- L'isola dell'amore (Grand Isle), regia di Mary Lambert (1991)
- Il pasto nudo (Naked Lunch), regia di David Cronenberg (1991)
- La villa del venerdì, regia di Mauro Bolognini (1991)
- Warlock - L'angelo dell'apocalisse (Warlock: The Armageddon), regia di Anthony Hickox (1993)
- Witch Hunt - Caccia alle streghe (Witch Hunt), regia di Paul Schrader (1993)
- Boxing Helena, regia di Jennifer Lynch (1993)
- I ricordi di Abbey (The Browning Version), regia di Mike Figgis (1994)
- Mario e il mago (Mario und der Zauberer), regia di Klaus Maria Brandauer (1994)
- Via da Las Vegas (Leaving Las Vegas), regia di Mike Figgis (1995)
- Il fantasma dell'Opera, regia di Dario Argento (1998)
- La perdita dell'innocenza (The Loss of Sexual Innocence), regia di Mike Figgis (1999)
- Mercy - Senza pietà (Mercy), regia di Damian Harris (1999)
- Love Me, regia di Laetitia Masson (2000)
- Vatel, regia di Roland Joffé (2000)
- The Million Dollar Hotel, regia di Wim Menders (2000)
- Hotel, regia di Mike Figgis (2001)
- The Medallion, regia di Gordon Chan (2003)
- I delitti della luna piena (Romasanta), regia di Paco Plaza (2004)
- The Haunted Airman, regia di Chris Durlacher (2006)
- Ocean's Thirteen, regia di Steven Soderbergh (2007)
- Stargate: L'arca della verità (Stargate: The Ark of Truth), regia di Robert C. Cooper (2008)
- Blood and Bone, regia di Ben Ramsey (2009)
- Millennium - Uomini che odiano le donne (The Girl with the Dragon Tattoo), regia di David Fincher (2011)
- The Deadly Game - Gioco pericoloso (All Things to All Men), regia di George Isaac (2013)
- El elegido, regia di Antonio Chavarrías (2016)
- The Loner, regia di Daniel Grove (2016)
- Mistero a Crooked House (Crooked House), regia di Gilles Paquet-Brenner (2017)
- Nabarvené ptáče, regia di Václav Marhoul (2019)
- The Survivalist, regia di Jon Keeyes (2021)
- Benediction, regia di Terence Davies (2021)
- The Ghosts of Monday, regia di Francesco Cinquemani (2022)
- Body Odissey, regia di Grazia Tricarico (2022)
- The Piper, regia di Erlingur Thoroddsen (2023) - postumo
- Double Soul, regia di Valerio Esposito (2023) - postumo
- L'ultimo respiro - Trappola negli abissi (The Last Breath), regia di Joachim Hedén (2024) - postumo

### Televisione
- Chicago Hope – serie TV, episodio 3x11 (1996)
- The Tomorrow Man, regia di Bill D'Elia – film TV (1996)
- Alla fine dell'estate (End of Summer), regia di Linda Yellen – film TV (1996)
- Napoléon, regia di Yves Simoneau – miniserie TV, puntate 1x03-1x04 (2002)
- Rose Red, regia di Craig R. Baxley, regia di Craig R. Baxley – miniserie TV (2002)
- The L Word – serie TV, episodio 1x04 (2004)
- La saga dei Nibelunghi (Ring of the Nibelungs), regia di Uli Edel – film TV (2004)
- Stargate SG-1 – serie TV, episodi 9x03-9x10 (2005)
- Law & Order - Unità vittime speciali (Law & Order: Special Victims Unit) – serie TV, episodio 7x02 (2005)
- Law & Order: Criminal Intent – serie TV, episodio 5x16 (2006)
- 24 – serie TV, 11 episodi (2006)
- Miss Marple (Agatha Christie's Marple) – serie TV, episodio 3x03 (2007)
- Ghost Whisperer - Presenze (Ghost Whisperer) – serie TV, episodi 2x21-2x22 (2007)
- Lipstick Jungle – serie TV, 5 episodi (2008)
- Robin Hood - Il segreto della foresta di Sherwood (Beyond Sherwood Forest), regia di Peter DeLuise – film TV (2009)
- Smallville – serie TV, episodi 9x07-10x08 (2009-2010)
- Castle – serie TV, episodio 2x03 (2009)
- NTSF:SD:SUV:: – serie TV, episodio 1x12 (2011)
- Person of Interest – serie TV, episodio 2x07 (2012)
- Dexter – serie TV, episodio 8x07 (2013)
- Banshee - La città del male (Banshee) – serie TV, episodi 2x01-2x09-2x10 (2014)
- Crossbones – serie TV, 8 episodi (2014)
- Gotham – serie TV, episodi 1x14-1x15 (2015)
- We're Doomed! The Dad's Army Story, regia di Steve Bendelack – film TV (2015)
- Man in an Orange Shirt – miniserie TV, puntata 1x02 (2017)
- The Blacklist – serie TV, episodio 5x22 (2018)
- Elementary – serie TV, episodio 6x10 (2018)
- I Medici (Medici: The Magnificent) – serie TV, episodi 2x01-2x02 (2018)
- What/If – miniserie TV, 4 puntate (2019)

## Doppiatori italiani
Nelle versioni in italiano delle opere in cui ha recitato, Julian Sands è stato doppiato da:
- Antonio Sanna ne I ricordi di Abbey, Mercy - Senza pietà, Rose Red, The Blacklist, What/If, Double Soul
- Massimo Lodolo in Warlock - L'angelo dell'apocalisse (ridoppiaggio), 24, The Survivalist, The Piper
- Francesco Prando in Law & Order - Unità vittime speciali, Lipstick Jungle, Mistero a Crooked House
- Luca Biagini in The Million Dollar Hotel, Smallville, Castle
- Fabrizio Pucci ne Il pasto nudo, La perdita dell'innocenza
- Luca Ward in Cattiva, I delitti della luna piena
- Roberto Pedicini ne Il fantasma dell'Opera, Napoléon
- Massimo De Ambrosis ne La saga dei Nibelunghi, Blood and Bone
- Fabrizio Temperini in Boxing Helena, Gotham
- Vittorio Guerrieri in Stargate SG-1, Stargate: L'arca della verità
- Massimo Rinaldi in Urla del silenzio
- Massimo Venturiello in Camera con vista
- Gioacchino Maniscalco in Gothic
- Luciano Roffi in Siesta
- Sandro Acerbo ne Il segreto della piramide d'oro
- Giancarlo Giannini ne Il sole anche di notte
- Alessandro Rossi in Aracnofobia
- Carlo Valli in Chopin amore mio
- Tonino Accolla ne La villa del venerdì
- Claudio De Davide in Mario e il mago
- Gianni Bersanetti in Alla fine dell'estate
- Giorgio Locuratolo in Vatel
- Claudio Moneta in Law & Order: Criminal Intent
- Francesco Pannofino in The Medallion
- Roberto Chevalier in The L Word
- Enrico Di Troia in Miss Marple
- Loris Loddi in Ghost Whisperer - Presenze
- Stefano Mondini in The Haunted Airman
- Angelo Maggi in Ocean's Thirteen
- Giorgio Melazzi in Robin Hood - Il segreto della foresta di Sherwood
- Stefano De Sando in Person of Interest
- Paolo Maria Scalondro in Elementary
- Marco Fumarola in Banshee - La città del male
- Riccardo Polizzy Carbonelli ne I Medici
- Giorgio Bonino in Into the Dark
- Simone Mori ne La saga dei Nibelunghi (ridoppiaggio)

Da doppiatore è stato sostituito da:
- Daniele Ornatelli in Call of Duty: Black Ops II